# Dylów Szlachecki
Dylów Szlachecki – wieś w Polsce, położona w województwie łódzkim, w powiecie pajęczańskim, w gminie Pajęczno.
| SIMC    | Nazwa    | Rodzaj    |
| ------- | -------- | --------- |
| 0141309 | Podgórze | część wsi |

W latach 1975–1998 miejscowość administracyjnie należała do województwa częstochowskiego.